# 塞尔布瓦
塞尔布瓦（法語：Cerbois，法語發音：[sɛʁbwa]）是法国谢尔省的一个市镇，位于该省西部，属于维耶尔宗区。

## 地理
塞尔布瓦（47°6'22"N, 2°6'9"E）面积18.45 平方千米，位于法国中央-卢瓦尔河谷大区谢尔省，该省份为法国中部省份，北起卢瓦雷省，西接卢瓦-谢尔省和安德尔省，南至克勒兹省，东南接阿列省，东临涅夫勒省。
与塞尔布瓦接壤的市镇（或旧市镇、城区）包括：布里奈、拉兹奈、利默、阿尔农河畔吕里、普勒伊、坎西。

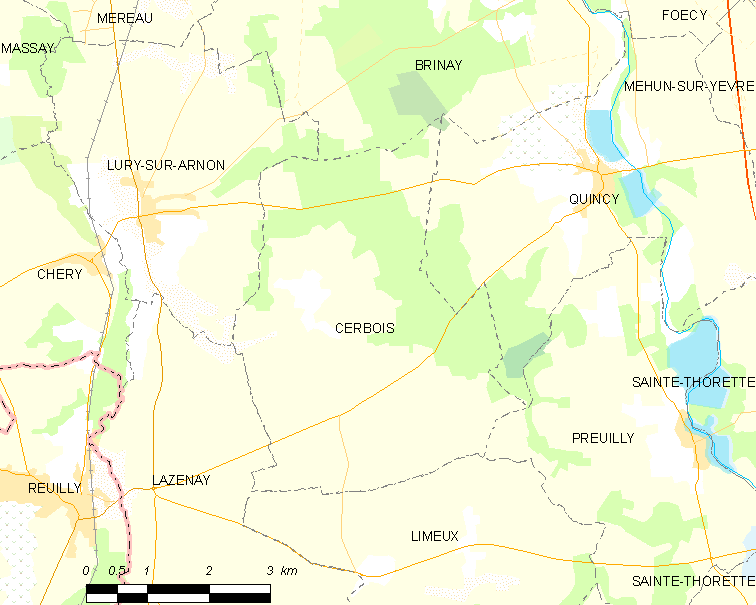
塞尔布瓦的OSM定位图

塞尔布瓦的时区为UTC+01:00、UTC+02:00（夏令时）。

## 行政
塞尔布瓦的邮政编码为18120，INSEE市镇编码为18044。

## 政治
塞尔布瓦所属的省级选区为耶夫尔河畔默安县。

## 人口

1962-2008年间塞尔布瓦人口变化图示

塞尔布瓦于2022年1月1日时的人口数量为398人。